# Lista de episódios de Timothy Goes to School
Esta é uma lista de todos os episódios de Timothy Vai à Escola .

## Episódios
Primeira Temporada
| Numero | Título do Episódio                                      |
| ------ | ------------------------------------------------------- |
| 01     | Uma aventura na escola - Yoko                           |
| 02     | Por conta do Fritz - A grande corrida de obstáculos     |
| 03     | O tímido Charles - Pequenas mudanças                    |
| 04     | Lilly, não perca isso - Com Frank, sem Frank            |
| 05     | Pintando o sete - Dormindo fora de casa                 |
| 06     | A árvore de música - Projeto de equipe                  |
| 07     | Florzinha de cerejeira - Show de talentos               |
| 08     | Monstros assustadores - Lilly e o peixinho              |
| 09     | Trovão vermelho - O Quebra-cabeça                       |
| 10     | A grande nevasca - Amigos para sempre                   |
| 11     | Dando um mergulho - O jeito de Timothy                  |
| 12     | O forte na árvore e o castelo de areia - Fique boa logo |
| 13     | Sob os Holofotes - A mudança do Fritz                   |

Segunda Temporada
| Numero | Título do Episódio                           |
| ------ | -------------------------------------------- |
| 14     | A volta às aulas - Onde está meu convite?    |
| 15     | O preferido de Nora - A pedra da discórdia   |
| 16     | A cerimônia do chá - Abracadabra             |
| 17     | O taketombo - Tendo um belo dia              |
| 18     | Fã de foto - A pedra da amizade              |
| 19     | A descoberta dos Franks - Quando eu crescer  |
| 20     | Teatro na Escola - Brincadeiras de Mau Gosto |
| 21     | Leia uma história para mim - O presente      |
| 22     | Quem está à altura - Achados e perdidos      |
| 23     | Professor Fritz - Amigas no balé             |
| 24     | Minha família - Bem a tempo                  |
| 25     | Charles, o atleta - O dia do amor            |
| 26     | Mamãe, fica comigo? - Fazendo novos amigos   |